# Sagami (provincia)

Mappa delle province giapponesi con la provincia di Sagami evidenziata.

Sagami, scritta ufficialmente Sagami no Kuni (giapponese: 相模国), fu una provincia giapponese. Occupava quasi completamente l'area oggi denominata prefettura di Kanagawa, ma le odierne Yokohama e Kawasaki non ne facevano parte.
Sagami confinava con le province di Izu, Kai, Musashi e Suruga.
L'antica capitale della provincia era collocata vicino alla moderna Hiratsuka. Durante il periodo Sengoku, il castello di Sagami era ad Idawara, nonostante essa fosse generalmente governata dalla vicina e più importante Musashi.